# Gozūnd
Gozūnd (persiska: گزوند, Gazūnd, Gazūn, Kozūn) är en ort i Iran.   Den ligger i provinsen Khorasan, i den östra delen av landet, 900 km öster om huvudstaden Teheran. Gozūnd ligger 1 381 meter över havet och antalet invånare är 153.
Terrängen runt Gozūnd är kuperad, och sluttar österut.Runt Gozūnd är det glesbefolkat, med 12 invånare per kvadratkilometer. Närmaste större samhälle är Ţabas-e Masīnā, 11,1 km väster om Gozūnd. Trakten runt Gozūnd är ofruktbar med lite eller ingen växtlighet.